# Hoofdpostkantoor (Catania)

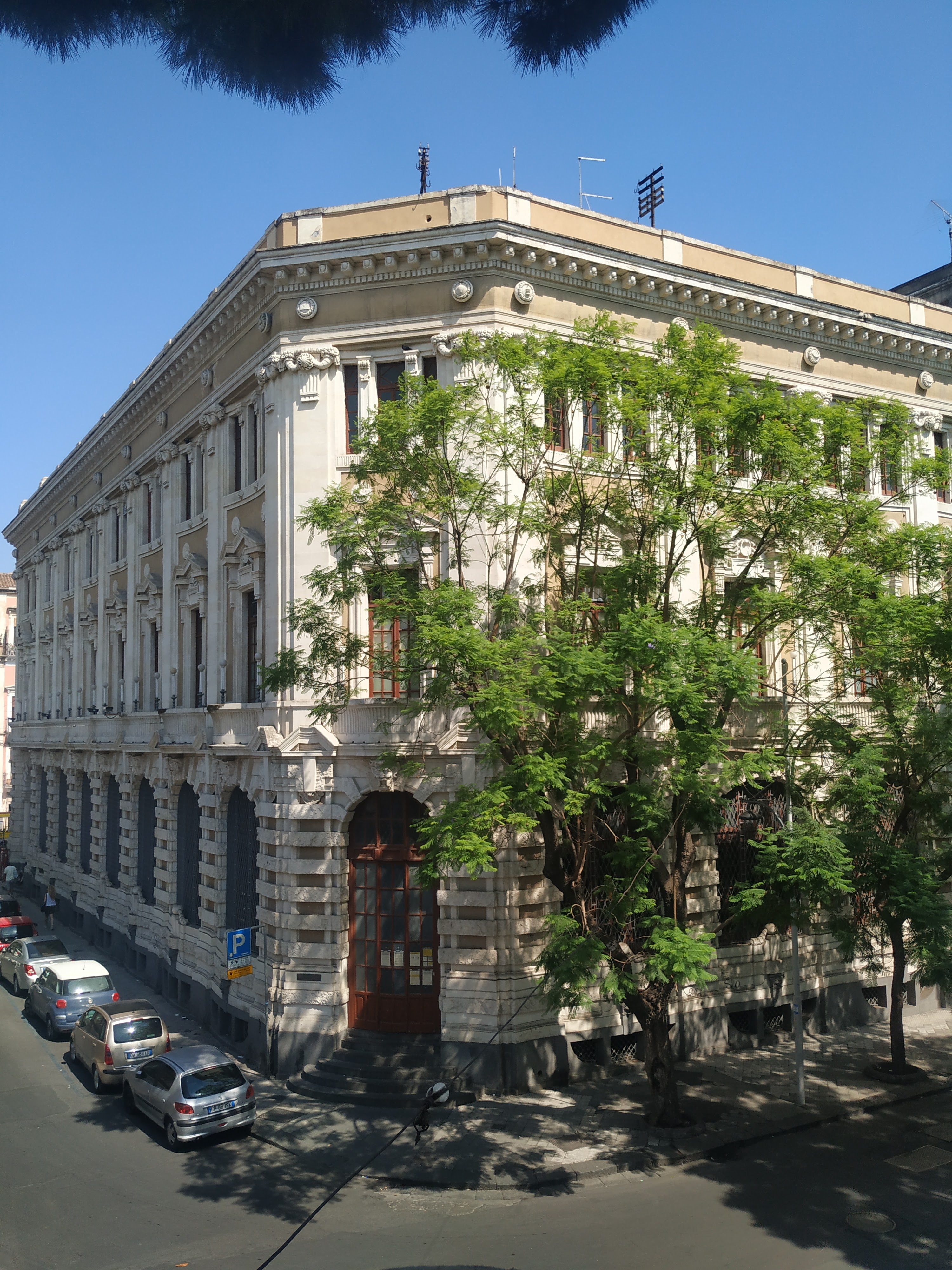
Palazzo delle Poste in Catania, Italië

Het Hoofdpostkantoor of Palazzo delle Poste van Catania, een stad op Sicilië, is een neobarok gebouw van de Italiaanse Post of Poste Italiane. Het is in dienst sinds 1930.

## Beschrijving
Het gebouw heeft een U-vorm waarbij de drie vleugels identiek zijn. De oostvleugel bevindt zich aan de Via Etnea, de noordvleugel aan de Via Angelo Litrico en de westvleugel aan de Via Sant’Eupilio. Ze omsluiten een binnenplaats waar het publiek geen toegang kan krijgen tot de kantoren. Het telt drie verdiepingen. Op het gelijkvloers hangt boven elke vensterboog een sluitsteen die een grotesk masker voorstelt. De hoofdingang bevindt zich in de hoek Via Etnea – Via Angelico Litrico.

## Historiek
Ingenieur-architect Francesco Fichera (1881-1950) uit Catania ontwierp in 1919 de plannen voor het nieuw hoofdpostkantoor. De opdracht was om zowel innovatief als behoudsgezind te zijn; dit werd dan uitgevoerd in neobarok stijl, zodat het verwijst naar de talrijke barokgebouwen in de Via Etnea die verrezen na de aardbeving van 1693. Fichera omschreef zelf de stijl als un barocco rivisitato.
De werken startten in 1922. De eerste twee bouwjaren werden gehinderd door ernstige stabiliteitsproblemen. De funderingen moesten versterkt worden. In 1930 was het gebouw klaar. Het was koning Vittorio Emanuele III van Italië die de plechtige opening deed; de koning had hiervoor zijn jacht Savoia genaamd aangemeerd in de haven van Catania.